# Lee Hwan-kyung
Lee Hwan-kyung (이환경, nascut el 1970) és un director de cinema i guionista de Corea del Sud. Lee va debutar amb He Was Cool (2004). Els seus dos següents llargmetratges, Lump Sugar (2006) gira al voltant de Si-eun que somia amb convertir-se en jockey i Champ (2011), que està basat en una història real, representa la relació entre un cavall de carreres ferit recentment i el jockey que a poc a poc va perdent la vista. El seu quart llargmetratge Miracle in Cell No. 7 (2013) es va convertir en el major èxit de l'any amb més de 12,32 milions d'espectadors.
El seu següent projecte va ser la pel·lícula xinesa Amazing Father and Daughter (2016), que va començar la producció a finals del 2015 i es va estrenar el 2016.

## Filmografia
- Rainbow Trout (1999) - director ajudant
- Saulabi (2001) - guionista
- Geu nom-eun meot-iss-eoss-da (2004) - director, guionista, actor
- Gakseoltang (2006) - director, guionista
- Champ (2011) - director, guionista, productor
- 7beonbang-ui seonmul (2013) - director, guionista
- Amazing Father and Daughter (2016) - director
- Good Neighbor (2018) - director
- Best friend (2020) - director

## Premis
- 2006 14ns Chunsa Film Art Awards:Millor director novell (Lump Sugar)
- 2013 50th Grand Bell Awards: Millor guió (Miracle in Cell No. 7)[7]
- 2013 50th Grand Bell Awards: Millor planificador[8] (Miracle in Cell No. 7)